# Victor Bausenwein

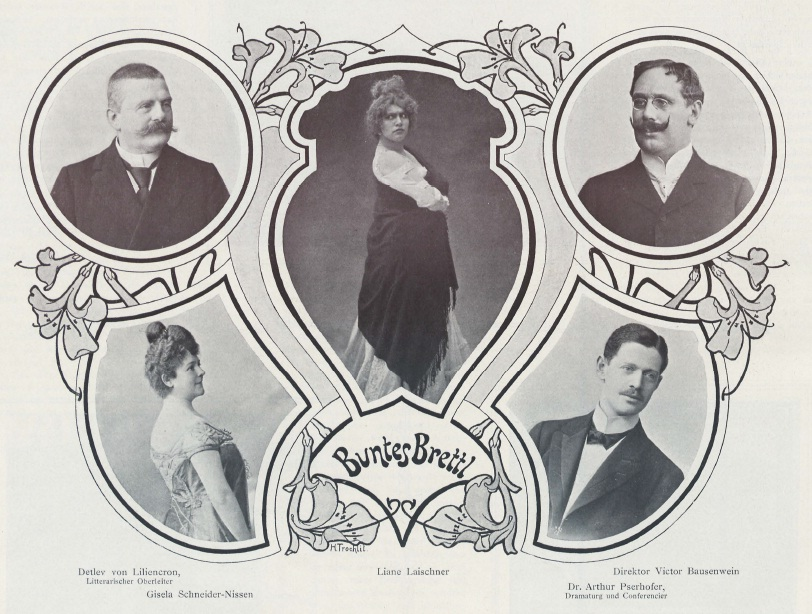
Victor Bausenwein (oben rechts), 1901

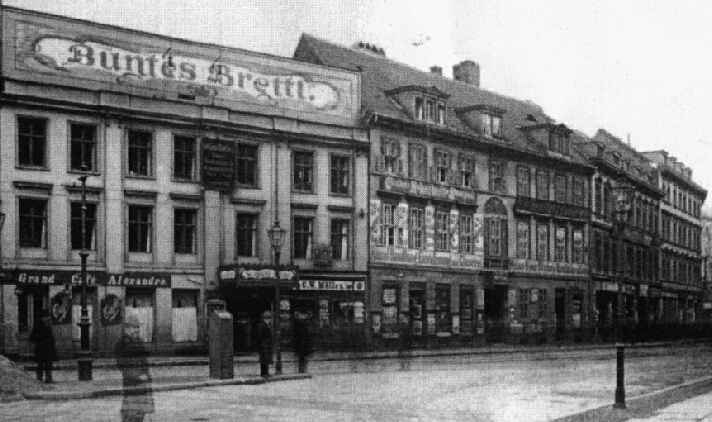
Buntes Brettl in Berlin

Victor Leopold Bausenwein (* 18. Juni 1859 in Wien-Alservorstadt; † 31. Mai 1928 in Berlin) war ein österreichischer Theaterdirektor und Opernsänger.

## Leben
1901 eröffnete Victor Bausenwein in der früheren Secessionsbühne das sogenannte Bunte Brettl in Konkurrenz zum bereits im Berlin bestehenden Bunten Theater, in dem vornehmlich Schwänke und Possenspiele aufgeführt wurden. Da gleichzeitig weitere ähnliche Kleinkunsttheater nach dem Vorbild des Bunten Theaters entstanden, konnte sich das Bunte Brettl nicht lange halten.
Im Winter 1905/1906 war er Sänger am Stadttheater in Leitmeritz. Danach war er mehrere Jahre als Sänger in Wien tätig, unterbrochen von Gastspielen in anderen Städten in Österreich und Deutschland. In Wien wohnte er 1912 in der Tulpengasse 6.